# Evropská liga UEFA 2011/2012
Sezóna 2011/12 Evropské ligy UEFA byla 3. ročníkem klubové soutěže, dříve Poháru UEFA. Finálové utkání se uskutečnilo 9. května 2012 na Národním stadionu v Bukurešti v Rumunsku. Stejně tak jako během sezóny 2010/11, byli ve všech zápasech navíc dva rozhodčí, hlídající brankové čáry. Vítěz (Atlético Madrid) se kvalifikoval do Superpoháru UEFA 2012.

## Účastnická místa
Právo účasti v tomto ročníku mělo 195 týmů z 53 členských zemí UEFA. Účastnická místa byla přidělena na základě ligového koeficientu UEFA, který hodnotil účast týmu v evropských šampionátech v letech 2005/06 – 2009/10:
- země z míst 1–6: 3 týmy
- země z míst 7–9: 4 týmy
- země z míst 10–51: 3 týmy (krom Lichtenštejnska – jeden tým)
- země z míst 52–53: 2 týmy
- vítěz Evropské ligy UEFA 2010/11 měl zajištěné dodatečné místo, pokud nepostoupil do Ligy mistrů UEFA 2011/12 nebo Evropské ligy UEFA kvůli nedostatečnému výsledku v domácí lize, nebo poháru
- země z třech prvních míst žebříčku UEFA Fair Play: každá jeden tým navíc
- 33 týmů poražených v Lize mistrů UEFA 2011/12 byly přesunuty do Evropské ligy

### Rozdělení týmů
Vítěz Evropské ligy 2010/11, Porto, měl zajištěný postup do skupinové fáze, ale díky vítězství v domácí lize byl zařazen do hry v Lize mistrů. Z toho důvodu vzniklo pro skupinovou fázi jedno neobsazené místo, vyřešeno následujícím způsobem:
- Vítěz poháru zemí 16 a 17 (Skotsko a Bulharsko) přesunut do 4. předkola.
- Vítěz poháru zemí 28 a 29 (Bělorusko a Irsko) přesunut do 3. předkola.
- Vítěz poháru zemí 52 a 53 (Malta a San Marino), týmy z 2. místa ligy zemí 33 a 34 (Lotyšsko a Moldavie) přesunuti do 2. předkola.

|                          | Týmy soutěžící v této fázi | Týmy které postoupily z předchozí fáze              | Týmy poražené v Lize mistrů                              |
| ------------------------ | --- | --------------------------------------------------- | -------------------------------------------------------- |
| 1. předkolo (54 týmy)    | - 18 týmů z druhého místa v lize zemí 35–53 (krom Lichtenštejnska) - 29 týmů z třetího místa v lize zemí 22–51 (krom Lichtenštejnska) - 3 týmy na základě UEFA Fair Play |                                                     |                                                          |
| 2. předkolo (80 týmů)    | - 24 vítězů domácího poháru zemí 20–53 - 14 týmů z druhého místa v lize zemí 19–34 - 6 týmů z třetího místa v lize zemí 16–21 - 6 týmů z čtvrtého místa v lize zemí 10–15 - 3 týmy z pátého místa v lize zemí 7–9                                                                                            | - 25 vítězů z 1. předkola                           |                                                          |
| 3. předkolo (70 týmů)    | - 12 vítězů poháru zemí 18–29 - 3 týmy z druhého místa v lize zemí 16–18 - 6 týmů z třetího místa v lize zemí 10–15 - 3 týmy z čtvrtého místa v lize zemí 7–9 - 3 týmy z pátého místa v lize zemí 4–6 (Francie-vítěz Poháru Ligy) - 3 týmy z týmy z šestého místa v lize zemí 1–3 (Anglie-vítěz Poháru Ligy) | - 40 vítězů 2. předkola                             |                                                          |
| 4. předkolo (74 týmy)    | - 17 vítězů poháru zemí 1–17 - 3 týmy z třetího místa v lize zemí 7–9 - 3 týmy z čtvrtého místa v lize zemí 4–6 - 3 týmy z pátého místa v lize zemí 1–3 | - 35 vítězů z 3. předkola                           | - 15 poražených v 3. předkole Ligy mistrů UEFA 2011/12   |
| Skupinová fáze (48 týmů) | | - 38 vítězů 4. předkola                             | - 10 poražených v 4. předkole Ligy mistrů UEFA 2011/12   |
| Play-off (32 týmy)       | | - 12 vítězů skupin - 12 týmů z druhého místa skupin | - 8 týmů z třetího místa skupin Ligy mistrů UEFA 2011/12 |

### Týmy
V závorkách uvedeno místo odkud tým postoupil.
- VP: Vítěz domácího poháru
- FP: Finalista domácího poháru
- LV: Vítěz ligového poháru
- N: místo v ligové tabulce
- P-: místo v baráži o evropskou soutěž
- FPL: Fair play
- LM: vyřazení v Lize mistrů:
  - SK: 3 místo ve skupinách
  - 4P: vyřazení v 4. předkole
  - 3P: vyřazení v 3. předkole

| Play-off                         | Play-off                     | Play-off                     | Play-off                  |
| -------------------------------- | ---------------------------- | ---------------------------- | ------------------------- |
| Manchester City FC (LM SK)       | Trabzonspor (LM SK)TUR       | Manchester United FC (LM SK) | Ajax Amsterdam (LM SK)    |
| Valencia CF (LM SK)              | Olympiakos Pireus (LM SK)    | FC PortoOT (LM SK)           | FC Viktoria Plzeň (LM SK) |
| Skupinová fáze                   |                              |                              |                           |
| FC Zürich (LM 4P)                | Odense BK (LM 4P)            | Makabi Haifa FC (LM 4P)      | Wisla Krakov (LM 4P)      |
| Malmö FF (LM 4P)                 | FK Rubin Kazaň (LM 4P)       | FC Kodaň (LM 4P)             | FC Twente (LM 4P)         |
| Udinese Calcio(LM 4P)            | SK Sturm Graz (LM 4P)        |                              |                           |
| 4. předkolo                      |                              |                              |                           |
| Tottenham Hotspur (5.)           | FK Lokomotiv Moskva (5.)     | Anderlecht Brusel (3.)       | Standard Lutych (LM 3P)   |
| Birmingham City (LV)             | FK Metalist Charkov (3.)     | FC Nordsjælland (VP)         | Slovan Bratislava (LM 3P) |
| Sevilla (5.)                     | FK Dněpr Dněpropetrovsk (4.) | Celtic Glasgow (VP)          | FC Zestafoni (LM 3P)      |
| Athletic Bilbao (6.)             | FC Steaua București (VP)     | PFK CSKA Sofia (VP)          | Litex Loveč (LM 3P)       |
| Lazio Řím (5.)                   | Rapid Bucureşti (4.)RUM      | FK Ekranas (LM 3P)           | Trabzonspor (LM 3P)       |
| AS Řím (6.)                      | Sporting Lisabon (3.)        | Shamrock Rovers (LM 3P)      | Partizan Bělehrad (LM 3P) |
| Schalke 04 (VP)                  | SC Braga (4.)                | Panathinaikos FC (LM 3P)     | NK Maribor (LM 3P)        |
| Hannover 96 (4.)                 | PSV Eindhoven (3.)           | FK Dynamo Kyjev (LM 3P)      | HJK Helsinki (LM 3P)      |
| Paris Saint-Germain (4.)         | Beşiktaş JK (VP)             | Rangers FC (LM 3P)           |                           |
| FC Sochaux (5.)                  | AEK Athény (VP)              | FC Vaslui (LM 3P)            |                           |
| FK Spartak Moskva (4.)           | FC Sion (VP)                 | Rosenborg BK (LM 3P)         |                           |
| 3. předkolo                      |                              |                              |                           |
| Stoke City FC (FP)               | Vitória Guimaraes (5.)       | Levski Sofia (2.)            | Helsingborg (VP)          |
| Atlético Madrid (7.)             | AZ Alkmaar (4.)              | Mladá Boleslav (VP)          | FK Crvena zvezda (2.)     |
| Palermo (FP)                     | Bursaspor (3.)               | AC Sparta Praha (2.)         | Legia Varšava (VP)        |
| Mainz 05 (5.)                    | PAOK FC (P-2)                | SV Ried (VP)                 | Hajduk Split (2.)         |
| Rennes (6.)                      | Young Boys Bern (3.)         | Hapoel Tel Aviv (VP)         | FK Homel (VP)             |
| PFK Alanija Vladikavkaz (FP)     | Bruggy (4.)                  | AC Omonia (VP)               | Sligo Rovers (VP)         |
| Karpaty Lvov (5.)                | Brøndby IF (3.)              | Strømsgodset IF (VP)         |                           |
| FC Dinamo București (6.)RUM      | Heart of Midlothian (3.)     | FK Senica (2.)               |                           |
| 2. předkolo                      |                              |                              |                           |
| FK Vorskla Poltava (6.)          | Maccabi Tel Aviv (3.)        | Željezničar Sarajevo (VP)    | FC Vaduz (VP)             |
| Gaz Metan Mediaş (7.)RUM         | Bnei Yehuda (4.)             | FK Sarajevo (2.)             | FK Aktobe (2.)KAZ         |
| Nacional (6.)                    | Anorthosis Famagusta (3.)    | FK Sūduva (2.)               | Levadia Tallinn (2.)      |
| ADO Den Haag (P-1)               | AEK Larnaka (4.)             | Tauras Taurage (4.)LTU       | KF Tirana (VP)            |
| Gaziantepspor (4.)               | Vålerenga IF (2.)            | FK Ventspils (VP)            | FC MIKA Jerevan (VP)      |
| Olympiakos Volou (P-4)           | MŠK Žilina (3.)              | Liepajas Metalurgs (3.)      | Llanelli (VP)             |
| FC Thun (5.)                     | Örebro (3.)                  | Iskra-Stal (VP)              | Rudar Pljevlja (VP)       |
| KVC Westerlo (FP)                | FK Vojvodina Novi Sad (3.)   | FC Sheriff Tiraspol (2.)     | EB/Streymur (VP)          |
| FC Midtjylland (4.)              | Śląsk Wrocław (2.)           | NK Domžale (VP)              | Crusaders FC (2.)         |
| Dundee United FC (4.)            | RNK Split (3.)               | Kecskemét (VP)               | Differdange 03 (VP)       |
| Lokomotiv Sofia (4)              | FK Šachtěr Salihorsk (2)     | FC Gagra (VP)                | UE Sant Julià (VP)        |
| FK Baumit Jablonec (3.)          | Bohemians Dublin (2.)        | Chazar Lenkoran (VP)         | Floriana (VP)             |
| Red Bull Salzburg (2.)           | TPS (VP)                     | FH (VP)                      | Juvenes/Dogana (VP)       |
| Austria Vídeň (3.)               | KuPS (2.)                    | Metalurg Skopje (VP)         |                           |
| 1. předkolo                      |                              |                              |                           |
| Tromsø IL (3.)                   | FC Koper (3.)                | Šachter Karagandy (FP)KAZ    | Glentoran FC (3.)         |
| Spartak Trnava (4.)              | Olimpija Ljubljana (4.)      | Narva JK Trans (3.)          | Cliftonville FC (4.)      |
| IF Elfsborg (4.)                 | Paksi FC (2.)                | JK Nõmme Kalju (4.)          | Fola Esch (2.)            |
| FK Rad (4.)                      | Ferencváros Budapešť (3.)    | KS Flamurtari Vlora (2.)     | Käerjéng 97 (3.)          |
| Jagiellonia Białystok (4.)       | Dinamo Tbilisi (2.)          | KF Vllaznia (3.)             | FC Lusitanos (3.)         |
| Varaždín (FP)                    | Metallurgist Rustavi (3.)    | Banants (2.)                 | UE Santa Coloma (4.)      |
| FC Minsk (3.)                    | Qarabağ FK (3.)              | Ulisses Jerevan (3.)         | Birkirkara FC (3.)        |
| St Patrick's Athletic FC (5.)IRL | AZAL PFK (4.)                | The New Saints (2.)          | SP Tre Penne (2.)         |
| FC Honka (4.)                    | ÍBV Vestmannaeyar (3.)       | Neath (P-1)                  | Aalesund (FPL)            |
| Široki Brijeg (4.)               | KR Reykjavík (4.)            | Budućnost Podgorica (2.)     | Fulham FC (FPL)           |
| Banga Gargždai (FP)              | FK Renova Džepčište (3.)     | FK Zeta (4.)                 | BK Häcken (FPL)           |
| Daugava Daugavpils (4.)          | FK Rabotnički (4.)           | NSÍ Runavík (3.)             |                           |
| FC Milsami Orhei (3.)            | Irtyš Pavlodar FK (3.)       | ÍF Fuglafjørður (4.)         |                           |

Poznámky
- OT Obhájce titulu
- Situace v Irsku (IRL): Pátý tým irské ligy, St Patrick's Athletic FC, byl zařazen do 1. předkola protože Sporting Fingal, 4. tým ligy, kvůli finančním potižím nedostal domácí licenci.[8]
- Situace v Kazachstánu (KAZ): Klub Lokomotiv Astana, vítěz poháru, existuje míň než 3 roky, a proto nemohl obdržet licenci UEFA. Proto byl FK Aktobe, druhý tým ligy, zařazen do 2. předkola a finalista poháru, Šachter Karagandy, do 1. předkola.[9]
- Situace v Litvě (LTU): Klub Tauras Taurage, 4. tým ligy, byl zařazen do 2.předkola, protože VMFD Žalgiris Vilnius, 3. tým ligy, nedostal licenci UEFA.[10]
- Situace v Rumunsku (RUM): Klub FC Vaslui, 3. tým ligy, postoupil do 3. předkola nemistrovské části Ligy mistrů, namísto účastí v 4. předkole Evropské ligy, protože FC Temešvár, 2. tým ligy, nedostal domácí licenci na hru v sezóně 2011/12. Současně, Rapid Bucureşti a FC Dinamo București, týmy z 4. a 6. místa ligy, byly zařazené do 4. a 3. předkola EL, a Gaz Metan Mediaş, 7. tým ligy, byl zařazen do 2. předkola EL.[11]
- Situace v Turecku (TUR): Fenerbahçe SK, mistr turecké Süper Lig 2010/11, byl 24. srpna 2011 obviněn Tureckou fotbalovou federací (TFA) obviněn z ovlivňování zápasů v rámci domácí ligy. UEFA následně zareagovala vyloučením klubu z Ligy mistrů UEFA 2011/12.[12] UEFA následně rozhodla, že Turecko neztratí svou pozici a klub původně nasazený až do základní skupiny nahradil Trabzonspor, vicemistr Süper Lig, který však již nastupoval v tomto ročníku LM a ve 3. předkole byl vyřazen portugalským týmem Sport Lisboa e Benfica. Trabzonspor, který měl nastoupit ve 4. předkole Evropské Ligy, tak své zápasy nesehrál a jeho původní soupeř Athletic Bilbao bez boje postoupil do základní skupiny EL.[13]

## Termíny
| Fáze            | Kolo             | Termín losu       | První zápas                      | Odveta                           |
| --------------- | ---------------- | ----------------- | -------------------------------- | -------------------------------- |
| Předkola        | První předkolo   | 20. června 2011   | 30. června 2011                  | 7. července 2011                 |
| Předkola        | Druhé předkolo   | 20. června 2011   | 14. července 2011                | 21. července 2011                |
| Předkola        | Třetí předkolo   | 15. července 2011 | 28. července 2011                | 4. srpna 2011                    |
| Předkola        | Čtvrté předkolo  | 5. srpna 2011     | 18. srpna 2011                   | 25. srpna 2011                   |
| Skupinová fáze  | První hrací den  | 26. srpna 2011    | 15. září 2011                    | 15. září 2011                    |
| Skupinová fáze  | Druhý hrací den  | 26. srpna 2011    | 29. září 2011                    | 29. září 2011                    |
| Skupinová fáze  | Třetí hrací den  | 26. srpna 2011    | 20. října 2011                   | 20. října 2011                   |
| Skupinová fáze  | Čtvrtý hrací den | 26. srpna 2011    | 3. listopadu 2011                | 3. listopadu 2011                |
| Skupinová fáze  | Pátý hrací den   | 26. srpna 2011    | 30. listopadu – 1. prosince 2011 | 30. listopadu – 1. prosince 2011 |
| Skupinová fáze  | Šestý hrací den  | 26. srpna 2011    | 14. – 15. prosince 2011          | 14. – 15. prosince 2011          |
| Vyřazovací fáze | Druhé kolo       | 16. prosince 2011 | 16. února 2012                   | 23. února 2012                   |
| Vyřazovací fáze | Osmifinále       | 16. prosince 2011 | 8. března 2012                   | 15. března 2012                  |
| Finálová fáze   | Čtvrtfinále      | 16. března 2012   | 29. března 2012                  | 5. dubna 2012                    |
| Finálová fáze   | Semifinále       | 16. března 2012   | 19. dubna 2012                   | 26. dubna 2012                   |
| Finálová fáze   | Finále           | 16. března 2012   | 9. května 2012 v Bukurešti       | 9. května 2012 v Bukurešti       |

## Předkola

### 1. předkolo
Rozlosování proběhlo 20. června 2011 ve švýcarském Nyonu. První zápasy se odehrály 30. června 2011 a odvety 7. července 2011.
| Domácí v 1. zápase    | Celkem     | Hosté v 1. zápase        | 1. zápas | 2. zápas     |
| --------------------- | ---------- | ------------------------ | -------- | ------------ |
| ÍF Fuglafjørður       | 2–81       | KR Reykjavík             | 1–3      | 1–5          |
| Daugava Daugavpils    | 1–7        | Tromsø IL                | 0–5      | 1–2          |
| Elfsborg              | 5–1        | Fola Esch                | 4–0      | 1–1          |
| The New Saints        | 2–1        | Cliftonville FC          | 1–1      | 1–0          |
| Honka                 | 2–0        | Nõmme Kalju              | 0–0      | 2–0          |
| Fulham FC             | 3–0        | NSÍ Runavík              | 3–0      | 0–0          |
| ÍBV Vestmannaeyar     | 1–2        | St Patrick's Athletic FC | 1–0      | 0–2          |
| Käerjéng 97           | 2–61       | Häcken                   | 1–1      | 1–5          |
| Aalesund              | 6–1        | Neath                    | 4–1      | 2–0          |
| FK Renova Džepčište   | 3–3 (2–3p) | Glentoran                | 2–1      | 1–2 (prodl.) |
| Koper                 | 2–3        | Šachter Karagandy        | 1–1      | 1–2          |
| Banga Gargždai        | 0–7        | Qarabağ FK               | 0–4      | 0–3          |
| UE Santa Coloma       | 0–51       | Paksi FC                 | 0–1      | 0–4          |
| Narva JK Trans        | 1–71       | Rabotnički               | 1–4      | 0–3          |
| FK Rad                | 9–1        | SP Tre Penne             | 6–0      | 3–1          |
| Budućnost Podgorica   | 3–4        | KS Flamurtari Vlora      | 1–3      | 2–1          |
| Ferencváros           | 5–01       | Ulisses                  | 3–0      | 2–0          |
| Jagiellonia Białystok | 1–2        | Irtyš Pavlodar FK        | 1–0      | 0–2          |
| AZAL PFK              | 2–31       | Minsk                    | 1–1      | 1–2          |
| Dinamo Tbilisi        | 5–1        | FC Milsami Orhei         | 2–0      | 3–1          |
| Varaždin              | 6–1        | FC Lusitanos             | 5–1      | 1–0          |
| Banants               | 1–2        | Metallurgist Rustavi     | 0–1      | 1–1          |
| Birkirkara FC         | 1–2        | KF Vllaznia              | 0–1      | 1–1          |
| Široki Brijeg         | 0–3        | Olimpija Ljubljana       | 0–0      | 0–3          |
| Spartak Trnava        | 4–2        | Zeta                     | 3–0      | 1–2          |

Poznámky
- Pozn. 1: Opačné pořadí zápasů oproti původnímu v rozlosování.

### 2. předkolo
První zápasy se odehrály 14. července 2011 a odvety 21. července 2011.
| Domácí v 1. zápase   | Celkem | Hosté v 1. zápase        | 1. zápas | 2. zápas     |
| -------------------- | ------ | ------------------------ | -------- | ------------ |
| Metallurgist Rustavi | 3–1    | Irtyš Pavlodar FK        | 1–1      | 2–0          |
| FK Sūduva            | 1–4    | IF Elfsborg              | 1–1      | 0–3          |
| FK Metalurg Skopje   | 2–3    | PFK Lokomotiv Sofia      | 0–0      | 2–3          |
| UE Sant Julià        | 0–4    | Bnei Jehuda              | 0-2      | 0-2          |
| Željezničar          | 1–0    | FC Sheriff Tiraspol      | 1–0      | 0–0          |
| KuPS                 | 1–2    | Gaz Metan Mediaş         | 1–0      | 0–2          |
| FK Minsk             | 2–5    | Gaziantepspor            | 1–1      | 1–4          |
| Iskra-Stal           | 2–4    | NK Varaždin              | 1–1      | 1–3          |
| FK Tauras Tauragė    | 2–5    | ADO Den Haag             | 2–3      | 0–2          |
| Glentoran            | 0–5    | FK Vorskla Poltava       | 0–2      | 0–3          |
| AC Juvenes/Dogana    | 0–4    | FK Rabotnički            | 0–1      | 0–3          |
| Örebro SK            | 0–2    | Sarajevo                 | 0–0      | 0–2          |
| Crusaders FC         | 1–7    | Fulham FC                | 1–3      | 0–4          |
| Llanelli             | 2–6    | Dinamo Tbilisi           | 2–1      | 0–5          |
| Floriana             | 0–9    | AEK Larnaka              | 0–8      | 0–1          |
| FK Šachtěr Salihorsk | 2–4    | Ventspils                | 0–1      | 2–3          |
| KS Flamurtari Vlora  | 1–7    | FK Baumit Jablonec       | 0–2      | 1–5          |
| KR Reykjavík         | 3–2    | Žilina                   | 3–0      | 0–2          |
| Vålerenga            | 2–02   | FC MIKA Jerevan          | 1–0      | 1–0          |
| Olimpija Ljubljana   | 3–1    | Bohemians Dublin         | 2–0      | 1–1          |
| Domžale              | 2–5    | Split                    | 1–2      | 1–3          |
| Differdange 03       | 1–0    | Levadia Tallinn          | 0–0      | 1–0          |
| KF Tirana            | 1–3    | Spartak Trnava           | 0–0      | 1–3          |
| Ferencváros          | 3–4    | Aalesund                 | 2–1      | 1–3 (prodl.) |
| Liepājas Metalurgs   | 1–4    | Red Bull Salzburg        | 1–4      | 0–0          |
| Rad                  | 1–2    | Olympiakos Volou         | 0–1      | 1–1          |
| The New Saints       | 3–8    | FC Midtjylland           | 1–3      | 2–5          |
| Kecskemét            | 1–1    | FK Aktobe                | 1–1      | 0–0          |
| Häcken               | 3–0    | Honka                    | 1-0      | 2–0          |
| Anorthosis Famagusta | 3–22   | Gagra                    | 3–0      | 0–2          |
| Vaduz                | 3–3    | FK Vojvodina Novi Sad    | 0–2      | 3–1          |
| Rudar Pljevlja       | 0–5    | Austria Vídeň            | 0–3      | 0–2          |
| Śląsk Wrocław        | 3–3)   | Dundee United FC         | 1–0      | 2–3          |
| Šachter Karagandy    | 2–3    | St Patrick's Athletic FC | 2–1      | 0–2          |
| EB/Streymur          | 1–1    | Qarabağ FK               | 1–1      | 0–0          |
| FH                   | 1–3    | CD Nacional              | 1–1      | 0–2          |
| Paksi FC             | 4–1    | Tromsø IL                | 1–1      | 3–0          |
| TPS                  | 0–1    | KVC Westerlo             | 0–1      | 0–0          |
| Maccabi Tel Aviv     | 3–12   | FK Chazar Lenkoran       | 3–1      | 0–0          |
| Vllaznia Shkodër     | 1–2    | Thun                     | 0–0      | 1–2          |

Poznámky
- Pozn. 2: Opačné pořadí zápasů oproti původnímu v rozlosování.

### 3. předkolo
Rozlosování proběhlo 15. července 2011. První zápasy se odehrály 26. a 28. července 2011 a odvety 4. srpna 2011.
| Domácí v 1. zápase      | Celkem      | Hosté v 1. zápase        | 1. zápas | 2. zápas     |
| ----------------------- | ----------- | ------------------------ | -------- | ------------ |
| Atlético Madrid         | 4–1         | Strømsgodset IF          | 2–1      | 2–0          |
| Young Boys              | 5–1         | KVC Westerlo             | 3–1      | 2–0          |
| Ventspils               | 1–9         | FK Crvena zvezda         | 1–2      | 0–7          |
| PFK Alanija Vladikavkaz | 2–2 (4–2p)  | FK Aktobe                | 1–1      | 1–1(prodl.)  |
| AEK Larnaka             | 5–2         | Mladá Boleslav           | 3–0      | 2–2          |
| Željezničar             | 0–8         | Maccabi Tel Aviv         | 0–2      | 0–6          |
| AZ Alkmaar              | 3–1         | FK Baumit Jablonec       | 2–0      | 1–1          |
| Olimpija Ljubljana      | 3–4         | Austria Vídeň            | 1–1      | 2–3          |
| Bursaspor               | 5–2         | FK Homel                 | 2–1      | 3–1          |
| Aalesund                | 5–1         | Elfsborg                 | 4–0      | 1–1          |
| Gaziantepspor           | 0–1         | Legia Varšava            | 0–1      | 0–0          |
| Hapoel Tel Aviv         | 5–2         | Vaduz                    | 4–0      | 1–2          |
| Metallurgist Rustavi    | 2–7         | Rennes                   | 2–5      | 0–2          |
| Levski Sofia            | 3–3 (4–5p)  | Spartak Trnava           | 2–1      | 1–2(p.)      |
| FC Midtjylland          | 1–2         | Vitória Guimarães        | 0–0      | 1–2          |
| FC Dinamo București     | 4–3         | Varaždin                 | 2–2      | 2–1          |
| Karpaty Lvov            | 5–1         | St Patrick's Athletic FC | 2–0      | 3–1          |
| Palermo                 | 3–3 3       | Thun                     | 2–2      | 1–1          |
| KR Reykjavík            | 1–6         | Dinamo Tbilisi           | 1–4      | 0–2          |
| Omonia                  | 3–1         | ADO Den Haag             | 3–0      | 0–1          |
| Red Bull Salzburg       | 4–0         | Senica                   | 1–0      | 3–0          |
| Club Brugge             | 4–2         | Qarabağ FK               | 4–1      | 0–1          |
| Differdange 03          | 0–65        | Olympiakos Volou         | 0–3      | 0–3          |
| Mainz 05                | 2–2 (3–4p.) | Gaz Metan Mediaş         | 1–1      | 1–1 (prodl.) |
| Bnei Yehuda             | 1–3         | Helsingborg              | 1–0      | 0–3          |
| Stoke City FC           | 2–0         | Hajduk Split             | 1–0      | 1–0          |
| Anorthosis Famagusta    | 2–3         | Rabotnički               | 0–2      | 2–1          |
| Sparta Praha            | 7–03        | Sarajevo                 | 5–0      | 2–0          |
| FK Vorskla Poltava      | 2–0         | Sligo Rovers             | 0–0      | 2–0          |
| Paksi FC                | 2–5         | Hearts                   | 1–1      | 1–4          |
| Śląsk Wrocław           | 0–0 (4–3p)3 | PFK Lokomotiv Sofia      | 0–0      | 0–0 (prodl.) |
| Nacional                | 4–2         | Häcken                   | 3–0      | 1–2          |
| Ried                    | 4–4         | Brøndby                  | 2–0      | 2–4          |
| Vålerenga               | 0–53        | PAOK                     | 0–2      | 0–3          |
| Split                   | 0–2         | Fulham FC                | 0–0      | 0–2          |

Poznámky
- Pozn. 3: Opačné pořadí zápasů oproti původnímu v rozlosování.

### 4. předkolo
Rozlosování proběhlo 5. srpna 2011. První zápasy se odehrály 18. srpna 2011 a odvety 25. srpna 2011.
| Domácí v 1. zápase  | Celkem   | Hosté v 1. zápase       | 1. zápas | 2. zápas     |
| ------------------- | -------- | ----------------------- | -------- | ------------ |
| Maccabi Tel Aviv    | 4-2      | Panathinaikos           | 3-0      | 1-2          |
| Atlético Madrid     | 6-0      | Vitória Guimarães       | 2-0      | 4-0          |
| Shamrock Rovers     | 3-2      | Partizan                | 1-1      | 2-1 (prodl.) |
| FK Metalist Charkov | 4-0      | Sochaux                 | 0-0      | 4-0          |
| Beşiktaş JK         | 3-2      | PFK Alanija Vladikavkaz | 3-0      | 0-2          |
| Rosenborg           | 1-2      | AEK Larnaka             | 0-0      | 1-2          |
| FK Vorskla Poltava  | 5-3      | FC Dinamo București     | 2-1      | 3-2          |
| Bursaspor           | 3-4      | Anderlecht              | 1-2      | 2-2          |
| Slovan Bratislava   | 2-14     | AS Řím                  | 1-0      | 1-1          |
| Differdange 035     | 0-6      | Paris Saint-Germain     | 0-4      | 0-2          |
| Legia Varšava       | 5-4      | FK Spartak Moskva       | 2-2      | 3-2          |
| Ekranas             | 1-4      | Hapoel Tel Aviv         | 1-0      | 0-4          |
| PAOK                | 3-1      | Karpaty Lvov            | 2-0      | 1-1          |
| Athletic Bilbao     | n/a4 6   | Trabzonspor             | 0-0      | zruš.6       |
| Hearts              | 0-5      | Tottenham Hotspur       | 0-5      | 0-0          |
| Maribor             | 3-2      | Rangers FC              | 2-1      | 1-1          |
| FC Steaua București | 3-1      | PFK CSKA Sofia          | 2-0      | 1-1          |
| Nordsjælland        | 1-2      | Sporting CP             | 0-0      | 1-2          |
| Fulham FC           | 3-14     | FK Dněpr Dněpropetrovsk | 3-0      | 0-1          |
| FK Lokomotiv Moskva | 3-1      | Spartak Trnava          | 2-0      | 1-1          |
| Celtic              | 6-04 7   | Sion                    | 3-0      | 3-0          |
| Śląsk Wrocław       | 2-4      | Rapid Bucureşti         | 1-3      | 1-1          |
| Litex Loveč         | 1-3      | FK Dynamo Kyjev         | 1-2      | 0-1          |
| Lazio Řím           | 9-1      | Rabotnički              | 6-0      | 3-1          |
| Nacional            | 0-3      | Birmingham City         | 0-0      | 0-3          |
| Ried                | 0-54     | PSV Eindhoven           | 0-0      | 0-5          |
| Thun                | 1-5      | Stoke City FC           | 0-1      | 1-4          |
| Aalesund            | 2-7      | AZ                      | 2-1      | 0-6          |
| Vaslui              | 2-1      | Sparta Praha            | 2-0      | 0-1          |
| Omonia              | 2-2(pvg) | Red Bull Salzburg       | 2-1      | 0-1          |
| Zestafoni           | 3-5      | Club Brugge             | 3-3      | 0-2          |
| Hannover 96         | 3-2      | Sevilla                 | 2-1      | 1-1          |
| HJK Helsinki        | 3-6      | Schalke 04              | 2-0      | 1-6          |
| AEK Athény          | 2-14     | Dinamo Tbilisi          | 1-0      | 1-1(prodl.)  |
| FK Crvena zvezda    | 1-64     | Rennes                  | 1-2      | 0-4          |
| Austria Vídeň       | 3-24     | Gaz Metan Mediaş        | 3-1      | 0-1          |
| Braga               | 2-2(pvg) | Young Boys              | 0-0      | 2-2          |
| Standard Liège      | 4-1      | Helsingborg             | 1-0      | 3-1          |

Poznámky
- Pozn. 4: Opačné pořadí zápasů oproti původnímu v rozlosování.
- Pozn. 5: Tým Olympiakos Volou byl zapleten ve své zemi do korupční aféry. 11. srpna 2011 disciplinární komise UEFA potrestala Volos vyřazením z evropských soutěží..[14] Na jeho místo nastoupíl lucemburký tým Differdange 03, který Volos vyřadil v 3. předkole.[15]
- Pozn. 6: Trabzonspor byl přesunut do skupinové fáze Ligy mistrů kvůli korupční aféře a vyloučení z evropských soutěží týmu Fenerbahçe SK . Athletic postoupilo automatický do skupinové fáze Evropské ligy.[16]
- Pozn. 7: Sion přešel ve čtvrtém předkole přes Celtic po remíze 0:0 ve Skotsku a následné domácí výhře 3:1. Disciplinární komise UEFA vyřadila ale švýcarský klub ze soutěže kvůli neoprávněnému startu pěti hráčů v kvalifikaci.[17]

## Skupinová fáze
Skupinové fáze se účastnilo 48 týmů: 38 vítězů 4. předkola a 10 týmů vyřazených z 4. předkola Ligy mistrů.
| Vysvětlivky | Vysvětlivky               |
| ----------- | ------------------------- |
|             | Postup do šestnáctifinále |

### Skupina A
| Team              | PU | V | R | P | VB | OB | RB  | B  |
| ----------------- | -- | - | - | - | -- | -- | --- | -- |
| PAOK              | 6  | 3 | 3 | 0 | 10 | 6  | +4  | 12 |
| FK Rubin Kazaň    | 6  | 3 | 2 | 1 | 11 | 5  | +6  | 11 |
| Tottenham Hotspur | 6  | 3 | 1 | 2 | 9  | 4  | +5  | 10 |
| Shamrock Rovers   | 6  | 0 | 0 | 6 | 4  | 19 | -15 | 0  |

|                   | PAOΚ  | RK    | SR    | TH    |
| ----------------- | ----- | ----- | ----- | ----- |
| PAOK              | –     | 1 – 1 | 2 – 1 | 0 – 0 |
| FK Rubin Kazaň    | 2 – 2 | –     | 4 – 1 | 1 – 0 |
| Shamrock Rovers   | 1 – 3 | 0 – 3 | –     | 0 – 4 |
| Tottenham Hotspur | 1 – 2 | 1 – 0 | 3 – 1 | –     |

### Skupina B
| Team               | PU | V | R | P | VB | OB | RB | B  |
| ------------------ | -- | - | - | - | -- | -- | -- | -- |
| Standard Liège     | 6  | 4 | 2 | 0 | 9  | 1  | +8 | 14 |
| Hannover 96        | 6  | 3 | 2 | 1 | 9  | 7  | 0  | 11 |
| FC Kodaň           | 6  | 1 | 2 | 3 | 5  | 9  | -4 | 5  |
| FK Vorskla Poltava | 6  | 0 | 2 | 4 | 4  | 10 | -6 | 2  |

|                    | COP   | HAN   | SL    | VP    |
| ------------------ | ----- | ----- | ----- | ----- |
| FC Kodaň           | –     | 1 – 2 | 0 – 1 | 1 – 0 |
| Hannover 96        | 2 – 2 | –     | 0 – 0 | 3 – 1 |
| Standard Liège     | 3 – 0 | 2 – 0 | –     | 0 – 0 |
| FK Vorskla Poltava | 1 – 1 | 1 – 2 | 1 – 3 | –     |

### Skupina C
| Team            | PU | V | R | P | VB | OB | RB | B  |
| --------------- | -- | - | - | - | -- | -- | -- | -- |
| PSV Eindhoven   | 6  | 5 | 1 | 0 | 13 | 5  | +8 | 16 |
| Legia Varšava   | 6  | 3 | 0 | 3 | 7  | 9  | -2 | 9  |
| Hapoel Tel Aviv | 6  | 2 | 1 | 3 | 10 | 9  | +1 | 7  |
| Rapid Bucureşti | 6  | 1 | 0 | 5 | 5  | 12 | -7 | 3  |

|                 | HTA   | LV    | PSV   | RB    |
| --------------- | ----- | ----- | ----- | ----- |
| Hapoel Tel Aviv | –     | 2 – 0 | 0 – 1 | 0 – 1 |
| Legia Varšava   | 3 – 2 | –     | 0 – 3 | 3 – 1 |
| PSV Eindhoven   | 3 – 3 | 1 – 0 | –     | 2 – 1 |
| Rapid Bucureşti | 1 – 3 | 0 – 1 | 1 – 3 | –     |

### Skupina D
| Team        | PU | V | R | P | VB | OB | RB | B  |
| ----------- | -- | - | - | - | -- | -- | -- | -- |
| Sporting CP | 6  | 4 | 0 | 2 | 8  | 4  | +4 | 12 |
| Lazio Řím   | 6  | 2 | 3 | 1 | 7  | 5  | +2 | 9  |
| Vaslui      | 6  | 1 | 3 | 2 | 5  | 8  | -3 | 6  |
| Zürich      | 6  | 1 | 2 | 3 | 5  | 8  | -3 | 5  |

|             | LAZ   | SCP   | VAS   | ZÜR   |
| ----------- | ----- | ----- | ----- | ----- |
| Lazio Řím   | –     | 2 – 0 | 2 – 2 | 1 – 0 |
| Sporting CP | 2 – 1 | –     | 2 – 0 | 2 – 0 |
| Vaslui      | 0 – 0 | 1 – 0 | –     | 2 – 2 |
| Zürich      | 1 – 1 | 0 – 2 | 2 – 0 | –     |

### Skupina E
| Team             | PU | V | R | P | VB | OB | RB | B  |
| ---------------- | -- | - | - | - | -- | -- | -- | -- |
| Beşiktaş JK      | 6  | 4 | 0 | 2 | 13 | 7  | +6 | 12 |
| Stoke City FC    | 6  | 3 | 2 | 1 | 10 | 7  | +3 | 11 |
| FK Dynamo Kyjev  | 6  | 1 | 4 | 1 | 7  | 7  | 0  | 7  |
| Maccabi Tel Aviv | 6  | 0 | 2 | 4 | 8  | 17 | -9 | 2  |

|                  | BEŞ   | DK    | MTA   | SC    |
| ---------------- | ----- | ----- | ----- | ----- |
| Beşiktaş JK      | –     | 1 – 0 | 5 – 1 | 3 – 1 |
| FK Dynamo Kyjev  | 1 – 0 | –     | 3 – 3 | 1 – 1 |
| Maccabi Tel Aviv | 2 – 3 | 1 – 1 | –     | 1 – 2 |
| Stoke City FC    | 2 – 1 | 1 – 1 | 3 – 0 | –     |

### Skupina F
| Team                | PU | V | R | P | VB | OB | RB | B  |
| ------------------- | -- | - | - | - | -- | -- | -- | -- |
| Athletic Bilbao     | 6  | 4 | 1 | 1 | 11 | 8  | +3 | 13 |
| Red Bull Salzburg   | 6  | 3 | 1 | 2 | 11 | 8  | +3 | 10 |
| Paris Saint-Germain | 6  | 3 | 1 | 2 | 8  | 7  | +1 | 10 |
| Slovan Bratislava   | 6  | 0 | 1 | 5 | 4  | 11 | -7 | 1  |

|                     | AB    | PSG   | RBS   | SB    |
| ------------------- | ----- | ----- | ----- | ----- |
| Athletic Bilbao     | –     | 2 – 0 | 2 – 2 | 2 – 1 |
| Paris Saint-Germain | 4 – 2 | –     | 3 – 1 | 1 – 0 |
| Red Bull Salzburg   | 0 – 1 | 2 – 0 | –     | 3 – 0 |
| Slovan Bratislava   | 1 – 2 | 0 – 0 | 2 – 3 | –     |

### Skupina G
| Team                | PU | V | R | P | VB | OB | RB  | B  |
| ------------------- | -- | - | - | - | -- | -- | --- | -- |
| FK Metalist Charkov | 6  | 4 | 2 | 0 | 15 | 6  | +9  | 14 |
| AZ                  | 6  | 1 | 5 | 0 | 10 | 7  | +3  | 8  |
| Austria Vídeň       | 6  | 2 | 2 | 2 | 10 | 11 | -1  | 8  |
| Malmö FF            | 6  | 0 | 1 | 5 | 4  | 15 | -11 | 1  |

|                     | AW    | AZ    | MAL   | MCh   |
| ------------------- | ----- | ----- | ----- | ----- |
| Austria Wídeň       | –     | 2 – 2 | 2 – 0 | 1 – 2 |
| AZ                  | 2 – 2 | –     | 4 – 1 | 1 – 1 |
| Malmö FF            | 1 – 2 | 0 – 0 | –     | 1 – 4 |
| FK Metalist Charkov | 4 – 1 | 1 – 1 | 3 – 1 | –     |

### Skupina H
| Team            | Pu | V | R | P | VB | OB | RB | B  |
| --------------- | -- | - | - | - | -- | -- | -- | -- |
| Club Brugge     | 6  | 3 | 2 | 1 | 12 | 9  | +3 | 11 |
| Braga           | 6  | 3 | 2 | 1 | 12 | 6  | +6 | 11 |
| Birmingham City | 6  | 3 | 1 | 2 | 8  | 8  | 0  | 10 |
| Maribor         | 6  | 0 | 1 | 5 | 6  | 15 | -9 | 1  |

|                 | BC    | BRA   | CB    | MAR   |
| --------------- | ----- | ----- | ----- | ----- |
| Birmingham City | –     | 1 – 3 | 2 – 2 | 1 – 0 |
| Braga           | 1 – 0 | –     | 1 – 2 | 5 – 1 |
| Club Brugge     | 1 – 2 | 1 – 1 | –     | 2 – 0 |
| Maribor         | 1 – 2 | 1 – 1 | 3 – 4 | –     |

### Skupina I
| Team            | Pu | V | R | P | VB | OB | RB | B  |
| --------------- | -- | - | - | - | -- | -- | -- | -- |
| Atlético Madrid | 6  | 4 | 1 | 1 | 11 | 4  | +7 | 13 |
| Udinese         | 6  | 2 | 3 | 1 | 6  | 7  | -1 | 9  |
| Celtic          | 6  | 1 | 3 | 2 | 6  | 7  | -1 | 6  |
| Rennes          | 6  | 0 | 3 | 3 | 5  | 10 | -5 | 3  |

|                 | AM    | REN   | CEL   | UDI   |
| --------------- | ----- | ----- | ----- | ----- |
| Atlético Madrid | –     | 3 – 1 | 2 – 0 | 4 – 0 |
| Rennes          | 1 – 1 | –     | 1 – 1 | 0 – 0 |
| Celtic          | 0 – 1 | 3 – 1 | –     | 1 – 1 |
| Udinese         | 2 – 0 | 2 – 1 | 1 – 1 | –     |

### Skupina J
| Team                | Pu | V | R | P | VB | OB | RB  | B  |
| ------------------- | -- | - | - | - | -- | -- | --- | -- |
| Schalke 04          | 6  | 4 | 2 | 0 | 13 | 2  | +11 | 14 |
| FC Steaua București | 6  | 2 | 2 | 2 | 9  | 11 | -2  | 8  |
| Makabi Haifa FC     | 6  | 2 | 0 | 4 | 10 | 12 | -2  | 6  |
| AEK Larnaka         | 6  | 1 | 2 | 3 | 4  | 11 | -7  | 5  |

|                     | AEK   | MH    | SCH   | SB    |
| ------------------- | ----- | ----- | ----- | ----- |
| AEK Larnaka         | –     | 2 – 1 | 0 – 5 | 1 – 1 |
| Makabi Haifa FC     | 1 – 0 | –     | 0 – 3 | 5 – 0 |
| Schalke 04          | 0 – 0 | 3 – 1 | –     | 2 – 1 |
| FC Steaua București | 3 – 1 | 4 – 2 | 0 – 0 | –     |

### Skupina K
| Team         | Pu | V | R | P | VB | OB | RB | B  |
| ------------ | -- | - | - | - | -- | -- | -- | -- |
| Twente       | 6  | 4 | 1 | 1 | 14 | 7  | +7 | 13 |
| Wisla Krakov | 6  | 3 | 0 | 3 | 8  | 13 | -5 | 9  |
| Fulham FC    | 6  | 2 | 2 | 2 | 9  | 6  | +3 | 8  |
| Odense BK    | 6  | 1 | 1 | 4 | 9  | 14 | -5 | 4  |

|              | FUL   | OB    | TWE   | WK    |
| ------------ | ----- | ----- | ----- | ----- |
| Fulham FC    | –     | 2 – 2 | 1 – 1 | 4 – 1 |
| Odense BK    | 0 – 2 | –     | 1 – 4 | 1 – 2 |
| Twente       | 1 – 0 | 3 – 2 | –     | 4 – 1 |
| Wisla Krakov | 1 – 0 | 1 – 3 | 2 – 1 | –     |

### Skupina L
| Team                | Pu | V | R | P | VB | OB | RB  | B  |
| ------------------- | -- | - | - | - | -- | -- | --- | -- |
| Anderlecht          | 6  | 6 | 0 | 0 | 18 | 5  | +13 | 18 |
| FK Lokomotiv Moskva | 6  | 4 | 0 | 2 | 14 | 11 | +3  | 12 |
| AEK Athens          | 6  | 1 | 0 | 5 | 8  | 15 | -7  | 3  |
| Sturm Graz          | 6  | 1 | 0 | 5 | 5  | 14 | -9  | 3  |

|                     | AEK   | AND   | LM    | SG    |
| ------------------- | ----- | ----- | ----- | ----- |
| AEK Athens          | –     | 1 – 2 | 1 – 3 | 1 – 2 |
| Anderlecht          | 4 – 1 | –     | 5 – 3 | 3 – 0 |
| FK Lokomotiv Moskva | 3 – 1 | 0 – 2 | –     | 3 – 1 |
| Sturm Graz          | 1 – 3 | 0 – 2 | 1 – 2 | –     |

## Vyřazovací fáze
V průběhu vyřazovací fáze soutěže hrál tým v každém kole proti jednomu soupeři dvojzápasovým systémem "doma-venku". Z tohoto souboje byl jeden vyřazen a druhý postoupil, díky čemuž již po 4. takto hraném kole zbyly pouze dva týmy. Ty pak utvořily finálovou dvojici a utkaly se na předem určeném (až 2 roky) neutrálním hřišti.
Los šestnáctifinálových a osmifinálových dvojic proběhl 16. prosince 2011 od 13:00. Poté již následoval pouze jeden los, při kterém byl rozlosován zbytek soutěže. K tomu došlo po odehrání osmifinále, 16. března 2012.
Při losu šestnáctifinálových dvojic bylo 32 týmů rozděleno do dvou košů po šestnácti. Vítězové skupin byli v koši nasazených, kvalifikanti z druhých míst jako nenasazení. Týmy postupující ze třetích míst základních skupin Ligy mistrů byly seřazeny do žebříčku a nejlepší čtyři se přidali k nasazeným týmům a zbylí čtyři k nenasazeným. Do jedné dvojice nemohly být nalosovány dva kluby, které se již utkaly v základní skupině ani dva kluby z jedné země. Zároveň bylo nalosováno, na čím hřišti souboj začne (kromě šestnáctifinále, kde se začínalo na hřišti nenasazeného).
Při losu osmifinále a zbytku pavouku soutěže pak již kluby nebyly nijak nasazeny a mohl se utkat každý s každým včetně souboje klubů z jedné země.
Týmy kvalifikované do vyřazovací fáze
| Vysvětlivky                         |
| ----------------------------------- |
| Nasazení při losu šestnáctifinále   |
| Nenasazení při losu šestnáctifinále |

| Skupina | Vítězové skupin     | Postupující z 2. místa |
| ------- | ------------------- | ---------------------- |
| A       | PAOK                | FK Rubin Kazaň         |
| B       | Standard Liège      | Hannover 96            |
| C       | PSV Eindhoven       | Legia Varšava          |
| D       | Sporting CP         | SS Lazio               |
| E       | Beşiktaş JK         | Stoke City FC          |
| F       | Athletic Bilbao     | Red Bull Salzburg      |
| G       | FK Metalist Charkov | AZ                     |
| H       | Club Brugge KV      | Braga                  |
| I       | Atlético Madrid     | Udinese                |
| J       | Schalke 04          | FC Steaua București    |
| K       | Twente              | Wisla Krakov           |
| L       | RSC Anderlecht      | FK Lokomotiv Moskva    |

| Postupující ze třetích míst základních skupin Ligy mistrů UEFA 2011/12 | Postupující ze třetích míst základních skupin Ligy mistrů UEFA 2011/12 | Postupující ze třetích míst základních skupin Ligy mistrů UEFA 2011/12 | Postupující ze třetích míst základních skupin Ligy mistrů UEFA 2011/12 | Postupující ze třetích míst základních skupin Ligy mistrů UEFA 2011/12 | Postupující ze třetích míst základních skupin Ligy mistrů UEFA 2011/12 | Postupující ze třetích míst základních skupin Ligy mistrů UEFA 2011/12 | Postupující ze třetích míst základních skupin Ligy mistrů UEFA 2011/12 | Postupující ze třetích míst základních skupin Ligy mistrů UEFA 2011/12 | Postupující ze třetích míst základních skupin Ligy mistrů UEFA 2011/12 |
| Sk.                                                                    | Tým                                                                    | Z                                                                      | V                                                                      | R                                                                      | P                                                                      | VG                                                                     | IG                                                                     | +/-                                                                    | B                                                                      |
| ---------------------------------------------------------------------- | ---------------------------------------------------------------------- | ---------------------------------------------------------------------- | ---------------------------------------------------------------------- | ---------------------------------------------------------------------- | ---------------------------------------------------------------------- | ---------------------------------------------------------------------- | ---------------------------------------------------------------------- | ---------------------------------------------------------------------- | ---------------------------------------------------------------------- |
| A                                                                      | Manchester City FC                                                     | 6                                                                      | 3                                                                      | 1                                                                      | 2                                                                      | 9                                                                      | 6                                                                      | +3                                                                     | 10                                                                     |
| C                                                                      | Manchester United FC                                                   | 6                                                                      | 2                                                                      | 3                                                                      | 1                                                                      | 11                                                                     | 8                                                                      | +3                                                                     | 9                                                                      |
| F                                                                      | Olympiakos Pireus                                                      | 6                                                                      | 3                                                                      | 0                                                                      | 3                                                                      | 8                                                                      | 6                                                                      | +2                                                                     | 9                                                                      |
| E                                                                      | Valencia                                                               | 6                                                                      | 2                                                                      | 2                                                                      | 2                                                                      | 12                                                                     | 7                                                                      | +5                                                                     | 8                                                                      |
| G                                                                      | FC Porto                                                               | 6                                                                      | 2                                                                      | 2                                                                      | 2                                                                      | 7                                                                      | 7                                                                      | 0                                                                      | 8                                                                      |
| D                                                                      | Ajax Amsterdam                                                         | 6                                                                      | 2                                                                      | 2                                                                      | 2                                                                      | 6                                                                      | 6                                                                      | 0                                                                      | 8                                                                      |
| B                                                                      | Trabzonspor                                                            | 6                                                                      | 1                                                                      | 4                                                                      | 1                                                                      | 3                                                                      | 5                                                                      | −2                                                                     | 7                                                                      |
| H                                                                      | Viktoria Plzeň                                                         | 6                                                                      | 1                                                                      | 2                                                                      | 3                                                                      | 4                                                                      | 11                                                                     | −7                                                                     | 5                                                                      |

### Šestnáctifinále
Úvodní zápasy 16. února, odvety 23. února 2012.
| Domácí v 1. zápase  | Celkem | Hosté v 1. zápase    | 1. zápas | 2. zápas     |
| ------------------- | ------ | -------------------- | -------- | ------------ |
| FC Porto            | 1:6    | Manchester City FC   | 1:2      | 0:4          |
| Ajax Amsterdam      | 2:3    | Manchester United FC | 0:2      | 2:1          |
| FK Lokomotiv Moskva | 2:2(v) | Athletic Bilbao      | 2:1      | 0:1          |
| Red Bull Salzburg   | 1:8    | FK Metalist Charkov  | 0:4      | 1:4          |
| Stoke City FC       | 0:2    | Valencia             | 0:1      | 0:1          |
| FK Rubin Kazaň      | 0:2    | Olympiakos Pireus    | 0:1      | 0:1          |
| AZ                  | 2:0    | RSC Anderlecht       | 1:0      | 1:0          |
| SS Lazio            | 1:4    | Atlético Madrid      | 1:3      | 0:1          |
| FC Steaua București | 0:2    | Twente               | 0:1      | 0:1          |
| Viktoria Plzeň      | 2:4    | Schalke 04           | 1:1      | 1:3 (prodl.) |
| Wisla Krakov        | 1:1(v) | Standard Liège       | 1:1      | 0:0          |
| Braga               | 1:2    | Beşiktaş JK          | 0:2      | 1:0          |
| Udinese             | 3:0    | PAOK                 | 0:0      | 3:0          |
| Trabzonspor         | 2:6    | PSV Eindhoven        | 1:2      | 1:4          |
| Hannover 96         | 3:1    | Club Brugge KV       | 2:1      | 1:0          |
| Legia Varšava       | 2:3    | Sporting CP          | 2:2      | 0:1          |

### Osmifinále
Úvodní zápasy 8. března, odvety 15. března 2012.
| Domácí v 1. zápase   | Celkem  | Hosté v 1. zápase  | 1. zápas | 2. zápas |
| -------------------- | ------- | ------------------ | -------- | -------- |
| FK Metalist Charkov  | (v) 2:2 | Olympiakos Pireus  | 0:1      | 2:1      |
| Sporting CP          | (v) 3:3 | Manchester City FC | 1:0      | 2:3      |
| Twente               | 2:4     | Schalke 04         | 1:0      | 1:4      |
| Standard Liège       | 2:6     | Hannover 96        | 2:2      | 0:4      |
| Valencia             | 5:3     | PSV Eindhoven      | 4:2      | 1:1      |
| AZ                   | 3:2     | Udinese            | 2:0      | 1:2      |
| Atlético Madrid      | 6:1     | Beşiktaş JK        | 3:1      | 3:0      |
| Manchester United FC | 3:5     | Athletic Bilbao    | 2:3      | 1:2      |

### Čtvrtfinále
Úvodní zápasy 29. března, odvety 5. dubna 2012.
| Domácí v 1. zápase | Celkem | Hosté v 1. zápase   | 1. zápas | 2. zápas |
| ------------------ | ------ | ------------------- | -------- | -------- |
| AZ                 | 2:5    | Valencia            | 2:1      | 0:4      |
| Schalke 04         | 4:6    | Athletic Bilbao     | 2:4      | 2:2      |
| Sporting CP        | 3:2    | FK Metalist Charkov | 2:1      | 1:1      |
| Atlético Madrid    | 4:2    | Hannover 96         | 2:1      | 2:1      |

### Semifinále
Úvodní zápasy 19. dubna, odvety 26. dubna 2012.
| Domácí v 1. zápase | Celkem | Hosté v 1. zápase | 1. zápas | 2. zápas |
| ------------------ | ------ | ----------------- | -------- | -------- |
| Atlético Madrid    | 5:2    | Valencia          | 4:2      | 1:0      |
| Sporting CP        | 3:4    | Athletic Bilbao   | 2:1      | 1:3      |

### Finále
Finálový zápas se uskutečnil 9. května 2012 na stadionu Stadionul Naţional v Bukurešti v Rumunsku.
| 9. května 2012 20:45 SEČ                        |        |                 |                                                                   |
| Atlético Madrid                                 | 3:0    | Athletic Bilbao | Národní stadion, Bukurešť diváci: 52 347 rozhodčí: Wolfgang Stark |
| Radamel Falcao 7', 34' Diego Ribas da Cunha 85' | Report |                 | Národní stadion, Bukurešť diváci: 52 347 rozhodčí: Wolfgang Stark |

### Vítěz
| Evropská liga UEFA 2011/12 Atlético Madrid Thibaut Courtois, Juan Francisco Torres, Diego Godín, João Miranda, Filipe Luís Kasmirski, Mario Suárez, Gabi , Diego Ribas da Cunha, Adrián, Arda Turan, Radamel Falcao, Sergio Asenjo, Antonio López, Álvaro Domínguez Soto, Eduardo Salvio, Paulo Assunção, Koke, Pedro Martín Trenér: Diego Simeone |